# 샤자뎬 상층문화
샤자뎬 상층문화(하가점 상층문화, 중국어 간체자: 夏家店上层文化, 정체자: 夏家店上層文化, 병음: Xiàjiādiàn shàngcéng wénhuà)는 기원전 1000년에서 기원전 600년경, 현재의 내몽골 자치구에서 형성된 청동기 문화를 말한다.

## 개요
내몽골 자치구 츠펑 시 샤자뎬 유적의 상층을 표식 유적으로 한다. 스키타이에서 유래된 유라시아 스텝의 청동기 문화의 영향이 보인다. 현재의 내몽골 자치구 동남부, 내몽골 자치구 동부, 랴오닝성 서부를 중심으로 하여, 같은 영역에서 앞서는 샤자뎬 하층문화보다 약간 넓은 범위에 이르러, 북쪽은 자모론 강의 북쪽에 이른다. 샤자뎬 하층문화에 비하여 인구밀도가 낮았다. 여전히 농업을 중심으로 했지만, 다소 유목 생활 방식으로 변화가 이루어진 것으로 보인다. 사회구조는 부족 사회에서 군장 사회로 변모했다.
샤자뎬 하층문화에 비하면 토기의 수준이 뒤떨어지지만, 청동기, 골기, 석기가 더 우수했다. 청동기에는 검, 도끼, 도, 투구 등이 있다. 청동기는 동물이나 자연의 모티프가 장식되어 있는데, 이것들은 스키타이(사카)로 연결된 유라시아 스텝 지역과의 밀접한 문화적 접촉과 교류를 시사한다. 후기 유적지에서는 주나라(周) 양식의 과(戈)와 청동기가 발견된다.
샤자뎬 하층문화에 비하면 항구적인 건축물이 적어서, 하층 문화의 건축물 또는 그 재료를 유용하는 것이 많아진다. 말과 마구가 많이 발굴되어 말이 중요한 생활 수단이 된 것임을 알 수 있게 해준다. 가축은 돼지를 대신해 양이나 산양이 더 중시되게 되었다. 샤자뎬 하층문화에 비해 지배계층의 무덤은 더욱 호화로운 부장품을 가지며, 묘제는 적석총과 분구를 특징으로 한다.

## 같이 보기
- 샤자뎬 하층문화
- 주나라